# Amici dell'ABC

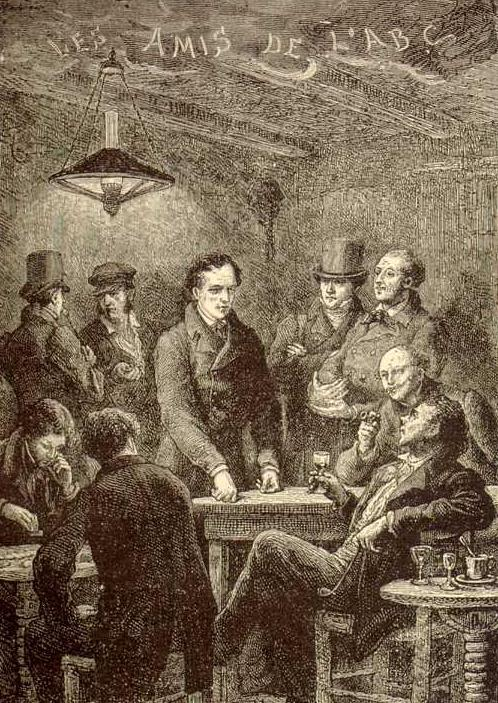
Una riunione degli Amici dell'ABC

Gli Amici dell'ABC o Circolo dell'ABC (Les Amis de l'ABC) sono un'organizzazione segreta immaginaria creata da Victor Hugo per il suo romanzo del 1862 I miserabili. Il loro nome è un calembour: le prime tre lettere dell'alfabeto francese si pronunciano come "abaissé" (abbassato, avvilito). I membri che compongono questo gruppo sono studenti rivoluzionari che hanno diverse opinioni politiche (alcuni sono comunisti, altri democratici, altri ancora dei livellatori), ma tutti insieme si uniscono all'insurrezione repubblicana di Parigi del giugno 1832 e costruiscono una barricata.
Gli Amici dell'ABC fanno la loro comparsa nel quarto libro della terza parte, quando Marius Pontmercy stringe amicizia con alcuni membri del gruppo senza però diventare uno di loro. Tuttavia, Marius combatterà con loro sulle barricate (così come faranno anche Jean Valjean e Gavroche) e assisterà alla morte di tutti e nove i membri del gruppo, incluso il loro leader Enjolras.

## I membri
- Enjolras, il capo. Descritto come "un giovane incantevole, capace di essere terribile", Enjolras è un leader severo ma giusto, "amante di marmo della Libertà"
- Bahorel, il membro più vecchio del gruppo. Ha studiato legge per più di undici anni e senza mai metterla in pratica. Viene descritto come un dandy e una figura molto conosciuta presso i cafés parigini.
- Combeferre, la guida. Uno studente di medicina con idee fortemente illuministe, Combeferre è il braccio destro di Enjolras e corregge la durezza del capo con la sua naturale benevolenza. Crede che le rivoluzioni debbano avere un sostegno filosofico per poter essere messe in atto.
- Courfeyrac, il centro. È un ragazzo molto socievole ed estroverso. È il miglior amico di Marius
- Feuilly, l'unico membro del gruppo a non essere uno studente. Orfano sia di padre che di madre, Feuilly lavora fabbricando ventagli ed è un autodidatta.
- Grantaire  è il membro del gruppo più cinico e disincantato. Pur non condividendo le visioni utopistiche degli Amici dell'ABC, Grantaire si è unito a loro per la forte amicizia che nutre nei loro confronti e muore insieme agli altri sulle barricate, stringendo la mano di Enjolras.
- Jean "Jehan" Prouvaire rappresenta lo spirito romantico del gruppo. Parla il tedesco, il greco e l'italiano, coltiva fiori, suona il flauto e ha una conoscenza profonda del Medioevo. È un poeta e il primo degli Amis a morire sulle barricate.
- Joly, uno studente di medicina ipocondriaco. Viene descritto come il membro più allegro e sagace del gruppo.
- Lesgle. il primo degli Amis ad incontrare Marius. Chiamato con tanti soprannomi (Lègle, Laigle, L'Aigle [L'Aquila] e Bossuet), Lesgle è povero, gaio e sfortunato.